# De profesión sus labores
De profesión sus labores es una película española de comedia estrenada en 1970, dirigida por Javier Aguirre y protagonizada en los papeles principales por Laura Valenzuela, Alberto de Mendoza, Mónica Randall y Fernando Fernán Gómez.

## Sinopsis
Mientras Ana y Juan forman una pareja feliz, y satisfecha de sus ocho años de vida de casados, María José y Federico, sus mejores amigos, no han logrado el deseado equilibrio en su matrimonio. La felicidad de Ana y Juan llega a poner nerviosos a sus amigos. María José y Clara, las "buenas" amigas de Ana, intentarán por todos los medios que Ana crea que su marido es capaz de engañarla si se le presenta la ocasión.

## Reparto
- Laura Valenzuela como Ana Garrido Martín.
- Alberto de Mendoza como Juan Montesinos.
- Mónica Randall como María José.
- Fernando Fernán Gómez como Federico.
- Laly Soldevila como Pepi.
- Gloria Cámara como Mujer de Antonio.
- Aurora Redondo como Madre de Ana.
- Ricardo Merino como Antonio.
- Beni Deus
- Blaki como Hombre a la puerta del colegio.
- Saturno Cerra
- Erasmo Pascual Jr.
- Antonio Acebal
- Antonio del Real
- María Elena Arpón como Secretaria de Juan.
- José Luis Uribarri
- María Fernanda Villabona como Susana.